# Yuri Mamute
Yuri Souza Almeida, auch als Yuri Mamute (* 7. Mai 1995 in Porto Alegre) bekannt, ist ein brasilianischer Fußballspieler.

## Karriere
Yuri Soza Almeida begann seine Karriere 2011 in seinem Heimatland bei Grêmio FBPA. 2014 wurde der Stürmer an Botafogo FR ausgeliehen. 2016 war er in Griechenland für Panathinaikos Athen und in Brasilien für Náutico Capibaribe aktiv. 2017 wurde der Brasilianer an den kasachischen Erstligisten FK Aqtöbe verliehen. Mit dem Verein aus Aqtöbe spielte er 15-mal in der ersten Liga. Von September 2017 bis November 2018 wurde er an den brasilianischen EC Juventude ausgeliehen. Für den Zweitligisten bestritt er 13 Ligaspiele. Über die brasilianischen Stadionen EC Água Santa und Figueirense FC ging er Anfang 2020 nach Asien. Hier verpflichtete ihn der japanische Drittligist SC Sagamihara. 2020 wurde er mit dem Verein aus Sagamihara Vizemeister und stieg in die zweite Liga auf. 2021 belegte man in der zweiten Liga den 19. Tabellenplatz und stieg wieder in die dritte Liga ab. Nach dem Abstieg wurde sein Vertrag nicht verlängert. Von Februar 2022 bis Mai 2022 war er vertrags- und vereinslos. Am 20. Mai 2022 unterschrieb er in seiner Heimat Brasilien einen Vertrag beim Viertligisten Azuriz FC. Hier stand er bis Ende Oktober 2022 unter Vertrag. Am 26. Oktober 2022 verpflichtete ihn der ebenfalls in der vierten Liga spielende Brasiliense FC. Für den Verein aus Taguatinga bestritt er ein Ligaspiel. Im Juni 2023 zog es wieder nach Asien, wo er in Vietnam einen Vertrag beim Erstligisten Hải Phòng FC unterschrieb.